# Ковентри, Томас, 2-й граф Ковентри
Томас Ковентри, 2-й граф Ковентри (англ. Thomas Coventry, 2st Earl of Coventry; ок. 1662 — август 1710) — английский пэр и член Палаты лордов. Он был известен как Достопочтенный Томас Ковентри с 1685 по 1697 год и как виконт Дирхерст с 1697 по 1699 год.

## Биография
Родился около 1662 года. Старший сын Томаса Ковентри, 1-го графа Ковентри (ок. 1629—1699), и его первой жены, Уинифред Эджкумб (? — 1694), дочери Пирса Эджкумба из Маунт-Эджкумба, Девон.
С 1690 по 1696 год — заместитель лейтенанта Вустершира.
15 июля 1699 года после смерти своего отца Томас Ковентри унаследовал титулы 2-го графа Ковентри (Пэрство Англии), 6-го барона Ковентри из Эйлсборо, графство Вустершир (Пэрство Англии) и 2-го виконта Дирхерста из Дирхерста в графстве Глостершир (Пэрство Англии), став членом Палаты лордов.
С 1699 по 1710 год — хранитель рукописей графства Вустершир.
Регистратор Ковентри (1706—1710).

## Семья

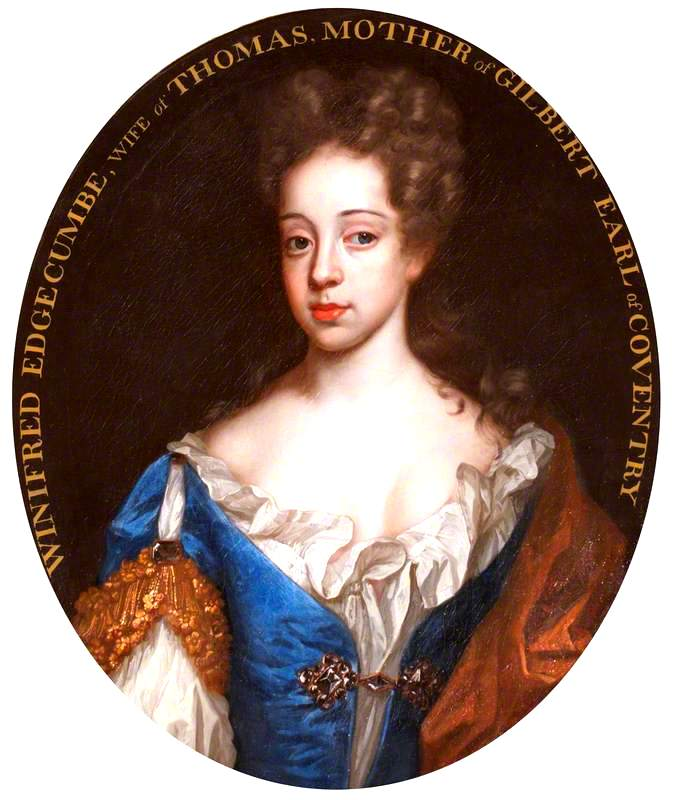
леди Энн Сомерсет (1673—1763), супруга Томаса Ковентри, 2-го графа Ковентри

4 мая 1691 года в Бадминтоне, Глостершир, Англия, Томас Ковентри женился на Леди Энн Сомерсет (22 июля 1673 — 14 февраля 1763), дочери Генри Сомерсета, 1-го герцога Бофорта (1629—1700), и Мэри Капель (1630—1715). У супругов родился один сын:
- Томас Ковентри, 3-й граф Ковентри (7 апреля 1702 — 28 января 1712), умер в возрасте 9 лет.